# Luchibang
Luchibang („Lüho volavčí křídlo“) byl rod pterodaktyloidního ptakoještěra z čeledi Istiodactylidae, který žil v období spodní křídy (geologický věk barrem až apt, asi před 130 až 122 miliony let) na území dnešní severozápadní Číny (Autonomní oblast Vnitřní Mongolsko) a na území provincie Liao-ning.
V roce 2024 se ukázalo, že typový exemplář je ve skutečnosti chimérou, stvořenou ze dvou různých pterosauřích exemplářů - přesto se však nejspíš jedná o validní (vědecky platný) taxon.

## Popis
Holotyp ptakoještěra s označením ELDM 1000 byl objeven pravděpodobně v sedimentech geologického souvrství Yixian v provincii Liao-ning. Jeho původ je však nejasný, protože se jednalo o fosilii vykopanou načerno komerčními sběrateli. Tento rod mohl mít v rozpětí křídel zhruba 2 metry, v případě holotypu se ale jednalo o nedospělý exemplář. Typový druh L. xinzhe byl formálně popsán roku 2020. Příbuzným rodem byl další čínský taxon Liaoxipterus, popsaný roku 2006.

## Zařazení

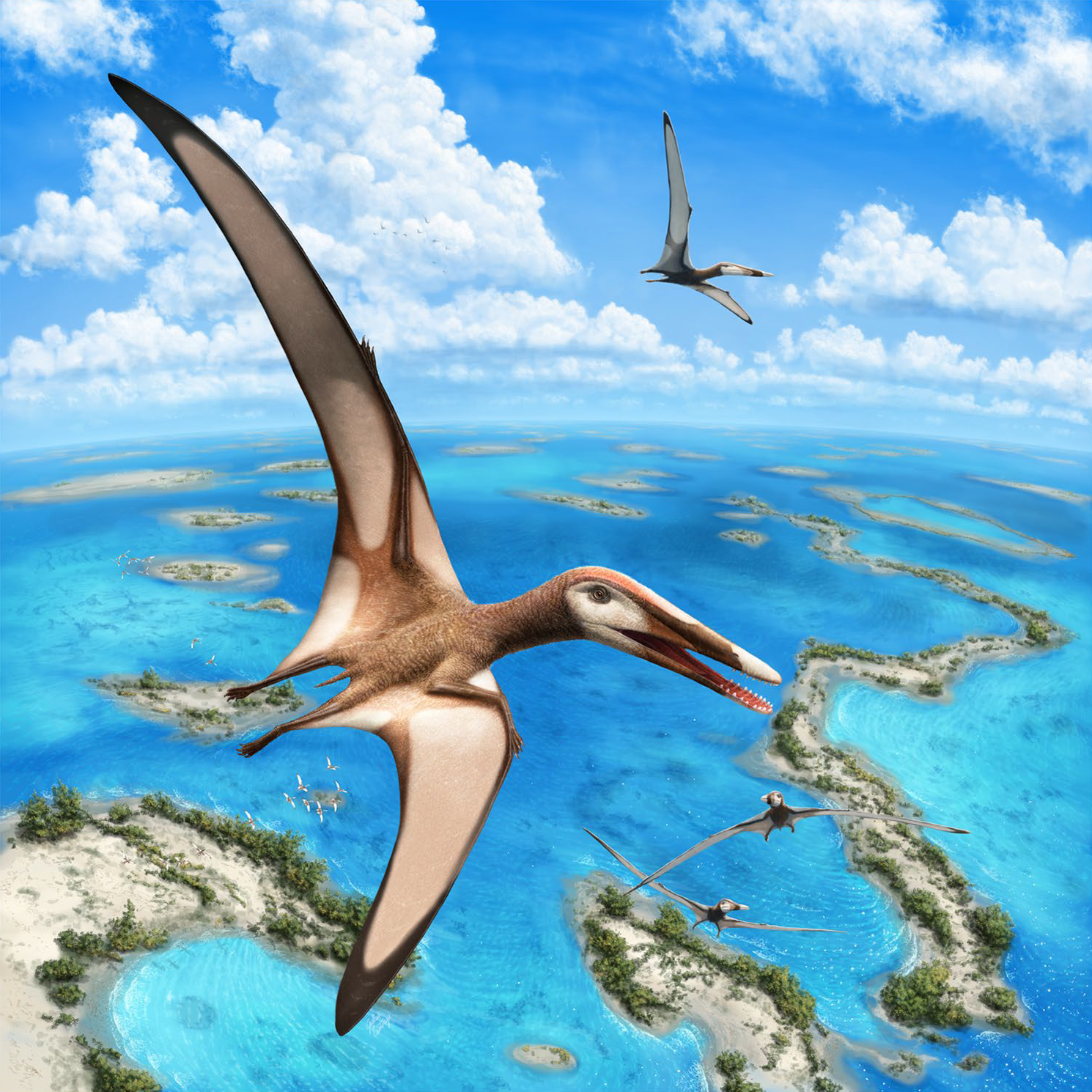
Příbuzný rod Mimodactylus z Libanonu.

Blízce příbuznými rody luchibanga jsou také Istiodactylus (který propůjčil celé čeledi své jméno), dále Nurhachius a nejnověji také geologicky mladší rod Mimodactylus.